# Paksi Sportegyesület
Il Paksi SE (nome completo Paksi Sportegyesület), meglio noto come Paks è una società calcistica ungherese con sede a Paks. Milita nella NB I, la massima serie del campionato ungherese. Il suo miglior piazzamento, nella massima serie ungherese, resta il secondo posto, della stagione 2010-2011, con 56 punti, che gli fa spalancare, per la prima volta, le porte della Europa. Nell'Europa League 2011-2012 arriverà al terzo turno di qualificazione, eliminato dagli scozzesi dell'Heart, dove aver passato i primi due turni vincendo su Santa Coloma e Tromsø. Ed ancora il secondo posto raggunto nella stagione 2023-24. Inoltre, nel proprio palmarès figurano due Coppe d'Ungheria ed una Coppa di Lega.

## Storia

### Fondazione e primi anni
I primi accenni di calcio in città ci furono già nel 1912 con una squadra composta interamente da studenti. Subito dopo si formò il Paksi Atlétikai Sport Club che giocò in modo amatoriale al livello locale. Quarant'anni dopo, precisamente il 28 novembre 1952 János Rödlmeier, Péter Bán, István Bohner, János Judi e Ödön Ambrus, con il sostegno finanziario del conservatorio cittadino e con l'aiuto di József Kródi, persona determinante a portare il calcio a Paks, formarono ufficialmente il "Paksi Sportegyesület" che iniziò a gareggiare a livello di contea nella Contea di Tolna. Fino al 1964 la squadra continuò a militare al livello di contea. Nel 1966, la società innaugurò il nuovo campo da gioco tutto in erba, in grado di avere una capienza di 500 persone.
Nel 1970, la squadra vinse il campionato della contea e salì per la prima volta nella sua storia in NBIII, ovvero la terza divisione nazionale. Il 25 luglio dello stesso anno, ospitò il Ferencváros, e sebbene la squadra perse 7–2, giocò davanti a un pubblico di ben 5.000 spettatori. Successivamente il club biancoverde trascorse altri tre anni in NBIII prima di essere retrocesso al livello del campionato di contea.
Il 1976 fu l'anno più impressionante del club nel campionato della contea, poiché vinse il campionato con un'impressionante differenza reti di 119–21 e tornò di nuovo in NBIII, ma questa non fu la fine del suo successo. Infatti vinse la Szabadföld Kupa (la coppa nazionale del campionato di contea) per 4–2 nella finale giocata al Népstadion di Budapest, senza dubbio la più grande vittoria della squadra fino a quel momento.
Dal 1981 al 1982, la squadra ha partecipato al girone Dráva della NBIII, prima di una nuova retrocessione, ritornando a giocare a livello di contea. Nella stagione 1983-84, tuttavia, vinse il campionato in modo convincente e tornò in terza divisione. Nel corso degli anni '80, la squadra si avvicinò più volte all'accesso in seconda divisione, la NBII. Spesso combattendo contro l'altra rivale cittadina l'ASE United, fallendo sempre di poco l'obiettivo. 
Nel luglio 1993, le due squadre cittadine, Paksi SE e ASE United si fusero al livello giovanile, investendo denaro ed unificando le strutture a disposizione per permettere una maggiore crescita dei giovani. Durante tutti gli anni 90' il club rimase stabilmente in terza divisione.

### Anni 2000 e storia recente
Al termine della stagione 2000-01 la squadra vinse inaspettatamente il gruppo Duna della NBIII, e quarantanove anni dopo la sua fondazione, fu promossa per la prima volta nella sua storia in NBII. Dopo cinque anni terminati con risultati soddisfacenti, nella stagione 2005-06 vinse il girone Nyugati con 25 vittorie, 1 pareggio, 4 sconfitte, con una differenza di punti di 66–22, guadagnando per la prima volta una storica promozione in NBI, la massima serie magiara.
La prima stagione della propria storia in NBI vede la squadra raggiungere la salvezza con due turni di anticipo, centrando un undicesimo posto finale. Nella stagione 2009-10, la squadra riuscì ad arrivare per la prima volta nella storia ad una finale di coppa nazionele, nella fattispecie nella Coppa di Lega contro il Debrecen, venendo però sconfitta 2-1. L'exploit nella massima serie arriva nella stagione 2010-11 forte di una rosa che comprendeva giocatori del calibro di Krisztián Lisztes, Attila Fiola, Tibor Heffler, István Sipeki e Dániel Böde riuscì a centrare un sorprendente secondo posto finale, a sole cinque lunghezze dai campioni del Videoton, guadagnandosi anche a quasi sessant'anni di distanza dalla nascita del club, per la prima volta l'accesso alle coppe europee. Inoltre sempre nella stessa stagione, riuscì a vincere il primo trofeo nazionale, ribaltando la sconfitta di 2-1, vincendo 3-0 nella gara di ritorno nella doppia finale, nuovamente contro  il Debrecen che aveva affrontato in finale la stagione prima, laureandosi così campioni della Coppa di Lega.
Nella stagione seguente il club esordisce nei preliminari di Europa League, battendo la squadra di Andorra del Santa Coloma 1-0 ed accedendo al turno successivo. Dopo aver vinto complessivamente per 4-1 sui norvegesi del Tromsø. Nel terzo turno la squadra bianco verde viene eliminata dagli scozzesi dell'Heart con un rigore dubbio nella partita di ritorno giocato in Ungheria.

### Anni 20' e la vittoria in Coppa d'Ungheria
Dopo essere rimasta stabilmente nel corso degli anni successivi nella massima serie, nella stagione 2020-21 vede un proprio giocatore per la prima volta aggiudicarsi il titolo della classifica marcatori nella massima serie, con la sorpresa proveniente dal settore giovanile János Hahn in grado di segnare 22 reti, impresa poi bissata con 31 reti l'anno successivo con Martin Ádám. Sempre nella stagione 2021-22, a distanza di settant'anni dalla fondazione, la squadra raggiunge per la prima volta nella storia la finale di Coppa d'Ungheria, venendo però sconfitta con un netto 3-0 in favore del Ferencváros. 
Il 14 febbraio 2023 György Bognár è stato nominato allenatore del club. Nella pausa invernale della stagione 2023-24 dopo una sorprendente prima parte di stagione, la squadra dell'omonima cittadina ha chiuso il girone d'andata in cima alla classifica, divenendo campione d'inverno.
Nella stessa stagione in Coppa d'Ungheria, dopo aver battuto durante il cammino in ordine BKV Előre, Honvéd, Újpest , Vasas ed infine il Kisvárda si è qualificata nuovamente per la seconda volta in finale, ritrovando come avversaria il Ferencváros con cui aveva già perso due edizioni prima. Il 15 maggio 2024, alla Puskás Aréna di Budapest dopo essere rimasti inizialmente in inferiorità numerica a causa dell'espulsione al minuto 38 di Bálint Vécsei, riportata in perfetta parità dopo il minuto 75 con l'espulsione di Myenty Abena, grazie alle reti nei tempi supplementari al 98º di Kristóf Papp e al 122º di Zsolt Haraszti subentrato due minuti prima, hanno consegnato ufficialmente la vittoria, conquistando il trofeo per la prima volta nella storia del club.
La stagione seguente dopo l'uscita al primo turno dall'Europa League, ha modo di esordire nella Conference League dove arriva fino ai playoff validi per i gironi. In campionato, rimane a lungo in lotta per la conquista del titolo contro Ferencváros e Puskás Akadémia, restando per alcune giornate anche in vetta al campionato, salvo poi subire un live calo che porteranno la squadra a chiudere al terzo posto finale. In Coppa d'Ungheria invece è di nuovo protagonista di un cammino trionfale, che porterà la squadra a bissare nuovamente contro il Ferencváros e nuovamente alla Puskás Aréna, dopo i calci di rigore, la conquista della sua seconda Coppa d'Ungheria consecutiva. 

## Strutture

### Stadio
Dal 1966 gioca le proprie partite casalinghe al Fehérvári úti Stadion, stadio polivalente dopo gli ultimi lavori di ammodernamento eseguiti, che può ospitare 6.560 spettatori. Nei preliminari di Europa League della stagione 2011-12, a causa della non omologazione UEFA, dovette giocare le proprie partite interne al Sóstói Stadion di Székesfehérvár.

## Rosa 2025-2026
| N. |                     | Ruolo | Calciatore             |
| -- | ------------------- | ----- | ---------------------- |
| 1  | Ungheria (bandiera) | P     | Ádám Kovácsik          |
| 2  | Ungheria (bandiera) | D     | Ákos Kinyik            |
| 5  | Ungheria (bandiera) | C     | Bálint Vécsei          |
| 7  | Ungheria (bandiera) | A     | Martin Ádám            |
| 8  | Ungheria (bandiera) | C     | Balázs Balogh          |
| 9  | Ungheria (bandiera) | A     | János Hahn             |
| 10 | Ungheria (bandiera) | A     | Zsolt Haraszti         |
| 11 | Ungheria (bandiera) | D     | Attila Osváth          |
| 12 | Ungheria (bandiera) | C     | Gábor Vas              |
| 13 | Ungheria (bandiera) | A     | Dániel Böde (capitano) |
| 13 | Ungheria (bandiera) | D     | Erik Silye             |
| 15 | Ungheria (bandiera) | A     | Ákos Szendrei          |
| 18 | Ungheria (bandiera) | C     | Gergő Gyurkits         |

| N. |                     | Ruolo | Calciatore       |
| -- | ------------------- | ----- | ---------------- |
| 19 | Ungheria (bandiera) | C     | Kevin Horváth    |
| 20 | Ungheria (bandiera) | D     | Márió Zeke       |
| 21 | Ungheria (bandiera) | C     | Kristóf Papp     |
| 22 | Ungheria (bandiera) | C     | József Windecker |
| 23 | Ungheria (bandiera) | C     | Milán Pető       |
| 24 | Ungheria (bandiera) | D     | Bence Lenzsér    |
| 25 | Ungheria (bandiera) | P     | Barnabás Simon   |
| 26 | Ungheria (bandiera) | D     | Milán Szekszárdi |
| 27 | Ungheria (bandiera) | A     | János Galambos   |
| 28 | Ungheria (bandiera) | D     | Kristóf Hinora   |
| 29 | Ungheria (bandiera) | A     | Barna Tóth       |
| 30 | Ungheria (bandiera) | D     | János Szabó      |
| 31 | Ungheria (bandiera) | P     | Márk Gyetván     |

## Rosa 2023-2024
| N. |                     | Ruolo | Calciatore      |
| -- | ------------------- | ----- | --------------- |
| 1  | Ungheria (bandiera) | P     | Péter Szappanos |
| 2  | Ungheria (bandiera) | D     | Ákos Kinyik     |
| 3  | Ungheria (bandiera) | D     | Norbert Szélpál |
| 7  | Ungheria (bandiera) | A     | Alen Skribek    |
| 8  | Ungheria (bandiera) | C     | Balázs Balogh   |
| 9  | Ungheria (bandiera) | A     | János Hahn      |
| 10 | Ungheria (bandiera) | A     | Zsolt Haraszti  |
| 11 | Ungheria (bandiera) | D     | Attila Osváth   |
| 12 | Ungheria (bandiera) | C     | Gábor Vas       |
| 13 | Ungheria (bandiera) | A     | Dániel Böde     |
| 13 | Ungheria (bandiera) | D     | Erik Silye      |
| 15 | Ungheria (bandiera) | A     | Norbert Könyves |
| 16 | Ungheria (bandiera) | A     | Zoltán Pesti    |

| N. |                     | Ruolo | Calciatore       |
| -- | ------------------- | ----- | ---------------- |
| 17 | Ungheria (bandiera) | C     | Bence Kocsis     |
| 19 | Ungheria (bandiera) | C     | Kevin Horváth    |
| 20 | Ungheria (bandiera) | D     | Krisztián Kovács |
| 21 | Ungheria (bandiera) | C     | Kristóf Papp     |
| 22 | Ungheria (bandiera) | C     | József Windecker |
| 24 | Ungheria (bandiera) | D     | Bence Lenzsér    |
| 25 | Ungheria (bandiera) | P     | Barnabás Simon   |
| 26 | Ungheria (bandiera) | C     | Szabolcs Mezei   |
| 27 | Ungheria (bandiera) | C     | Bálint Szabó     |
| 29 | Ungheria (bandiera) | A     | Barna Tóth       |
| 30 | Ungheria (bandiera) | D     | János Szabó      |
| 55 | Ungheria (bandiera) | D     | Zalán Debreceni  |
| 77 | Ungheria (bandiera) | D     | Zsolt Gévay      |

## Rosa 2022-2023
| N. |                     | Ruolo | Calciatore      |
| -- | ------------------- | ----- | --------------- |
| 1  | Ungheria (bandiera) | P     | Lajos Hegedűs   |
| 2  | Ungheria (bandiera) | C     | Gergő Görög     |
| 4  | Ungheria (bandiera) | D     | Márton Lorentz  |
| 5  | Ungheria (bandiera) | D     | Zsolt Gévay     |
| 6  | Ungheria (bandiera) | D     | Norbert Szélpál |
| 7  | Ungheria (bandiera) | C     | Dénes Szakály   |
| 8  | Ungheria (bandiera) | C     | Balázs Balogh   |
| 9  | Ungheria (bandiera) | A     | János Hahn      |
| 10 | Ungheria (bandiera) | A     | Zsolt Haraszti  |
| 11 | Ungheria (bandiera) | D     | Attila Osváth   |
| 12 | Ungheria (bandiera) | C     | Gábor Vas       |
| 13 | Ungheria (bandiera) | A     | Dániel Böde     |
| 14 | Ungheria (bandiera) | C     | István Bognár   |
| 16 | Ungheria (bandiera) | A     | Martin Ádám     |
| 17 | Ungheria (bandiera) | D     | Dávid Kulcsár   |
| 18 | Ungheria (bandiera) | C     | Zoltán Sipos    |

| N. |                     | Ruolo | Calciatore       |
| -- | ------------------- | ----- | ---------------- |
| 19 | Ungheria (bandiera) | P     | Ádám Holczer     |
| 20 | Ungheria (bandiera) | A     | Máté Sajbán      |
| 21 | Ungheria (bandiera) | C     | Kristóf Papp     |
| 22 | Ungheria (bandiera) | C     | József Windecker |
| 23 | Ungheria (bandiera) | A     | Barnabás Varga   |
| 24 | Ungheria (bandiera) | D     | Bence Lenzsér    |
| 26 | Ungheria (bandiera) | C     | Lajos Bertus     |
| 27 | Ungheria (bandiera) | C     | Róbert Kővári    |
| 28 | Ungheria (bandiera) | C     | Richárd Nagy     |
| 29 | Ungheria (bandiera) | C     | Richárd Csősz    |
| 30 | Ungheria (bandiera) | D     | János Szabó      |
| 31 | Ungheria (bandiera) | P     | Gergő Rácz       |
| 71 | Ungheria (bandiera) | A     | Ákos Debreceni   |
|    | Ungheria (bandiera) | C     | Bálint Szabó     |
|    | Ungheria (bandiera) | C     | Attila Haris     |

## Rosa 2021-2022
| N. |                     | Ruolo | Calciatore      |
| -- | ------------------- | ----- | --------------- |
| 1  | Ungheria (bandiera) | P     | Lajos Hegedűs   |
| 2  | Ungheria (bandiera) | C     | Gergő Görög     |
| 4  | Ungheria (bandiera) | D     | Márton Lorentz  |
| 5  | Ungheria (bandiera) | D     | Zsolt Gévay     |
| 6  | Ungheria (bandiera) | D     | Norbert Szélpál |
| 7  | Ungheria (bandiera) | C     | Dénes Szakály   |
| 8  | Ungheria (bandiera) | C     | Balázs Balogh   |
| 9  | Ungheria (bandiera) | A     | János Hahn      |
| 10 | Ungheria (bandiera) | A     | Zsolt Haraszti  |
| 11 | Ungheria (bandiera) | D     | Attila Osváth   |
| 12 | Ungheria (bandiera) | C     | Gábor Vas       |
| 13 | Ungheria (bandiera) | A     | Dániel Böde     |
| 14 | Ungheria (bandiera) | C     | István Bognár   |
| 16 | Ungheria (bandiera) | A     | Martin Ádám     |
| 17 | Ungheria (bandiera) | D     | Dávid Kulcsár   |

| N. |                     | Ruolo | Calciatore       |
| -- | ------------------- | ----- | ---------------- |
| 18 | Ungheria (bandiera) | C     | Zoltán Sipos     |
| 19 | Ungheria (bandiera) | P     | Ádám Holczer     |
| 20 | Ungheria (bandiera) | A     | Máté Sajbán      |
| 21 | Ungheria (bandiera) | C     | Kristóf Papp     |
| 22 | Ungheria (bandiera) | C     | József Windecker |
| 23 | Ungheria (bandiera) | A     | Ákos Szendrei    |
| 24 | Ungheria (bandiera) | D     | Bence Lenzsér    |
| 26 | Ungheria (bandiera) | C     | Lajos Bertus     |
| 27 | Ungheria (bandiera) | C     | Róbert Kővári    |
| 28 | Ungheria (bandiera) | C     | Richárd Nagy     |
| 29 | Ungheria (bandiera) | C     | Richárd Csősz    |
| 30 | Ungheria (bandiera) | D     | János Szabó      |
| 31 | Ungheria (bandiera) | P     | Gergő Rácz       |
| 71 | Ungheria (bandiera) | A     | Ákos Debreceni   |
|    | Ungheria (bandiera) | C     | Bálint Szabó     |

## Rosa 2020-2021
| N. |                     | Ruolo | Calciatore      |
| -- | ------------------- | ----- | --------------- |
| 1  | Ungheria (bandiera) | P     | Lajos Hegedűs   |
| 2  | Ungheria (bandiera) | C     | Gergő Görög     |
| 4  | Ungheria (bandiera) | D     | Márton Lorentz  |
| 5  | Ungheria (bandiera) | D     | Zsolt Gévay     |
| 6  | Ungheria (bandiera) | D     | Norbert Szélpál |
| 7  | Ungheria (bandiera) | C     | Dénes Szakály   |
| 8  | Ungheria (bandiera) | C     | Balázs Balogh   |
| 9  | Ungheria (bandiera) | A     | János Hahn      |
| 10 | Ungheria (bandiera) | A     | Zsolt Haraszti  |
| 11 | Ungheria (bandiera) | D     | Attila Osváth   |
| 12 | Ungheria (bandiera) | C     | Gábor Vas       |
| 13 | Ungheria (bandiera) | A     | Dániel Böde     |
| 14 | Ungheria (bandiera) | C     | István Bognár   |
| 16 | Ungheria (bandiera) | A     | Martin Ádám     |
| 17 | Ungheria (bandiera) | D     | Dávid Kulcsár   |

| N. |                     | Ruolo | Calciatore       |
| -- | ------------------- | ----- | ---------------- |
| 18 | Ungheria (bandiera) | C     | Zoltán Sipos     |
| 19 | Ungheria (bandiera) | P     | Ádám Holczer     |
| 20 | Ungheria (bandiera) | A     | Máté Sajbán      |
| 21 | Ungheria (bandiera) | C     | Kristóf Papp     |
| 22 | Ungheria (bandiera) | C     | József Windecker |
| 23 | Ungheria (bandiera) | A     | Ákos Szendrei    |
| 24 | Ungheria (bandiera) | D     | Bence Lenzsér    |
| 26 | Ungheria (bandiera) | C     | Lajos Bertus     |
| 27 | Ungheria (bandiera) | C     | Róbert Kővári    |
| 28 | Ungheria (bandiera) | C     | Richárd Nagy     |
| 29 | Ungheria (bandiera) | C     | Richárd Csősz    |
| 30 | Ungheria (bandiera) | D     | János Szabó      |
| 31 | Ungheria (bandiera) | P     | Gergő Rácz       |
| 71 | Ungheria (bandiera) | A     | Ákos Debreceni   |
|    | Ungheria (bandiera) | C     | Bálint Szabó     |

## Rosa 2015-2016
| N. |                     | Ruolo | Calciatore      |
| -- | ------------------- | ----- | --------------- |
| 1  | Ungheria (bandiera) | P     | Péter Molnár    |
| 2  | Ungheria (bandiera) | D     | Patrik Bagó     |
| 5  | Ungheria (bandiera) | D     | Zsolt Gévay     |
| 6  | Ungheria (bandiera) | C     | Kristóf Papp    |
| 7  | Ungheria (bandiera) | C     | Tamás Báló      |
| 8  | Ungheria (bandiera) | C     | Tamás Kecskés   |
| 9  | Ungheria (bandiera) | A     | János Hahn      |
| 10 | Ungheria (bandiera) | C     | Tamás Kiss      |
| 11 | Ungheria (bandiera) | D     | Tibor Nyári     |
| 13 | Ungheria (bandiera) | A     | Roland Frőhlich |
| 17 | Ungheria (bandiera) | C     | Dénes Szakály   |
| 19 | Ungheria (bandiera) | D     | István Mészáros |
| 13 | Ungheria (bandiera) | A     | Richárd Vernes  |

| N. |                     | Ruolo | Calciatore           |
| -- | ------------------- | ----- | -------------------- |
| 20 | Ungheria (bandiera) | D     | István Rodenbücher   |
| 21 | Ungheria (bandiera) | C     | Zsolt Tamási         |
| 22 | Ungheria (bandiera) | D     | András Vági          |
| 24 | Ungheria (bandiera) | P     | Norbert Csernyánszki |
| 25 | Ungheria (bandiera) | P     | György Székely       |
| 26 | Ungheria (bandiera) | C     | Lajos Bertus         |
| 27 | Ungheria (bandiera) | C     | Róbert Kővári        |
| 28 | Ungheria (bandiera) | D     | Dávid Asztalos       |
| 30 | Ungheria (bandiera) | D     | János Szabó          |
| 39 | Ungheria (bandiera) | C     | László Bartha        |
| 77 | Ungheria (bandiera) | C     | Dávid Kulcsár        |
| 92 | Ungheria (bandiera) | A     | Zsolt Balázs         |
| 96 | Ungheria (bandiera) | D     | Bence Lenzsér        |

## Rosa 2013-2014
| N. |                       | Ruolo | Calciatore           |
| -- | --------------------- | ----- | -------------------- |
| 1  | Slovacchia (bandiera) | P     | Péter Molnár         |
| 6  | Ungheria (bandiera)   | D     | Gábor Kovács         |
| 7  | Ungheria (bandiera)   | C     | Tamás Báló           |
| 9  | Ungheria (bandiera)   | A     | Attila Simon         |
| 10 | Ungheria (bandiera)   | C     | Tamás Kiss           |
| 11 | Ungheria (bandiera)   | D     | Tibor Nyári          |
| 16 | Ungheria (bandiera)   | C     | Tibor Heffler        |
| 18 | Ungheria (bandiera)   | D     | Attila Fiola         |
| 19 | Ungheria (bandiera)   | D     | István Mészáros      |
| 21 | Ungheria (bandiera)   | C     | Gábor Bori           |
| 22 | Ungheria (bandiera)   | C     | József Windecker     |
| 23 | Ungheria (bandiera)   | C     | Olivér Nagy          |
| 24 | Ungheria (bandiera)   | P     | Norbert Csernyánszki |

| N. |                     | Ruolo | Calciatore      |
| -- | ------------------- | ----- | --------------- |
| 26 | Ungheria (bandiera) | C     | Attila Czinger  |
| 30 | Ungheria (bandiera) | D     | János Szabó     |
| 33 | Ungheria (bandiera) | D     | Gábor Horváth   |
| 39 | Ungheria (bandiera) | C     | László Bartha   |
| 42 | Ungheria (bandiera) | C     | Norbert Könyves |
| 54 | Ungheria (bandiera) | P     | Roland Máté     |
| 55 | Ungheria (bandiera) | A     | Attila Tököli   |
| 63 | Ungheria (bandiera) | D     | László Éger     |
| 77 | Ungheria (bandiera) | C     | Dávid Kulcsár   |
| 86 | Ungheria (bandiera) | P     | Balázs Csoknyai |
| 87 | Ungheria (bandiera) | A     | Gergely Délczeg |
|    | Ungheria (bandiera) | C     | Zsolt Tamási    |

## Palmarès

### Competizioni nazionali
- Coppa d'Ungheria: 2

2023-2024, 2024-2025
- Coppa di Lega ungherese: 1

2010-2011
- Nemzeti Bajnokság II: 1

2005-2006
- Nemzeti Bajnokság III: 1

2000-2001

### Altri piazzamenti
- Campionato ungherese:

Secondo posto: 2010-2011, 2023-2024
Terzo posto: 2024-2025
- Coppa d'Ungheria:

Finalista: 2021-2022
- Coppa di Lega ungherese:

Finalista: 2009-2010